# De opgang (film)
De opgang (Russisch: Восхождение, Voschozjdenije) is een film van de Sovjet-Russische regisseur Larisa Sjepitko. De film won de Gouden Beer op het Filmfestival in Berlijn in 1977.

## Verhaal
Tijdens de Tweede Wereldoorlog gaan twee Russische partizanen naar een Wit-Russisch dorp op zoek naar eten. Op de weg terug naar hun legereenheid worden ze opgemerkt door de Duitse patrouille. De twee mannen ontsnappen, maar Sotnikov wordt in zijn been geschoten. Zijn kameraad Rybak brengt hem naar de dichtstbijzijnde schuilplaats, het huis van Demtsjicha. Daar worden ze echter ontdekt en gevangengenomen.
De twee partizanen en Demtsjicha worden opgesloten in een Duits kamp. Sotnikov wordt eerst ondervraagd door de collaborateur Portnov. Wanneer hij weigert de vragen van Portnov te beantwoorden, wordt hij gemarteld. Hij geeft echter geen informatie vrij. Rybak daarentegen vertelt zoveel als hij denkt dat de vijand al weet. Zo hoopt hij later te ontsnappen.
De volgende morgen worden ze allemaal naar buiten geleid om te worden opgehangen. Rybak loopt over naar de vijand en overleeft. De anderen worden opgehangen.
Wanneer hij terugkeert naar het kamp met zijn nieuwe kameraden, wordt Rybak belasterd door de dorpelingen. Hij realiseert zich wat hij heeft gedaan en probeert zichzelf te verhangen. Zijn zelfmoordpoging mislukt en hij heeft geen moed om het een tweede keer te proberen.